# Decipha theano
Decipha theano är en insektsart som först beskrevs av Ronald Gordon Fennah 1957.  Decipha theano ingår i släktet Decipha och familjen Ricaniidae. Inga underarter finns listade i Catalogue of Life.